# Bilan saison par saison du Brighton & Hove Albion Football Club
Cet article présente le bilan saison par saison du Brighton & Hove Albion Football Club, à savoir ses résultats en championnat et en coupes nationales depuis sa fondation en 1901.
Brighton fait ses débuts en championnat et en Coupe d'Angleterre lors de la saison 1901-1902, intégrant alors la deuxième division de la Southern League. Promu en première division en 1903, le club évolue dans ce championnat jusqu'à son admission dans la Football League en 1920, non sans avoir remporté le titre à une reprise lors de la saison 1909-1910.
Intégré dans la nouvelle troisième division, il en devient un des membres les plus récurrents, y évoluant sans arrêt, sans compter la parenthèse de la Seconde Guerre mondiale, entre 1920 et 1958, année où il obtient sa première accession en deuxième division.
Le club découvre finalement la première division lors de la saison 1979-1980, où il évolue quatre saisons jusqu'à sa relégation à l'issue de la saison 1982-1983, également marquée par la seule et unique finale de Coupe d'Angleterre de l'histoire du club, qui s'incline face à Manchester United sur le score de 4-0.
Les Seagulls évoluent par la suite principalement entre la deuxième et la troisième division jusqu'à leur retour en première division lors de la saison 2017-2018.
La saison 2022-2023 est historique pour le club qui enregistre le meilleur classement de son histoire avec une 6e place en Premier League.

## Légende du tableau
| Champion / Vainqueur | Deuxième / Finaliste | Troisième | Promotion | Relégation |

Les changements de divisions sont indiqués en gras.
- Première division = Division 1 (jusqu'en 1992) puis Premier League (depuis 1992)
- Deuxième division = Division 2 (jusqu'en 1992) puis Division 1 (1992-2004) puis Championship (depuis 2004)
- Troisième  division = Division 3 (jusqu'en 1992) puis Division 2 (1992-2004) puis League One (depuis 2004)
- Quatrième division = Division 4 (jusqu'en 1992) puis Division 3 (1992-2004) puis League Two (depuis 2004)

## Bilan toutes compétitions confondues
| Saison                                                                                   | Championnat        | Championnat | Championnat | Championnat | Championnat | Championnat | Championnat | Championnat | Championnat | Championnat | Coupes nationales  | Coupes nationales | Coupes nationales | Coupes nationales    |
| Saison                                                                                   | Division           | Pos         | Pts         | J           | V           | N           | D           | BP          | BC          | Diff.       | Coupe d'Angleterre | Coupe de la Ligue | Supercoupe        | EFL Trophy           |
| ---------------------------------------------------------------------------------------- | ------------------ | ----------- | ----------- | ----------- | ----------- | ----------- | ----------- | ----------- | ----------- | ----------- | ------------------ | ----------------- | ----------------- | -------------------- |
| 1901-1902                                                                                | Southern League D2 | 3e          | 22          | 16          | 11          | 0           | 5           | 34          | 17          | +17         | Troisième tour Q   | —                 | —                 | —                    |
| 1902-1903                                                                                | Southern League D2 | 2e          | 15          | 10          | 7           | 1           | 2           | 34          | 11          | +23         | Quatrième tour Q   | —                 | —                 | —                    |
| 1903-1904                                                                                | Southern League D1 | 17e         | 24          | 34          | 6           | 12          | 16          | 45          | 69          | -24         | Troisième tour Q   | —                 | —                 | —                    |
| 1904-1905                                                                                | Southern League D1 | 11e         | 32          | 34          | 13          | 6           | 15          | 44          | 45          | -1          | Tour intermédiaire | —                 | —                 | —                    |
| 1905-1906                                                                                | Southern League D1 | 16e         | 25          | 34          | 9           | 7           | 18          | 30          | 55          | -25         | Deuxième tour      | —                 | —                 | —                    |
| 1906-1907                                                                                | Southern League D1 | 3e          | 45          | 38          | 16          | 9           | 11          | 53          | 43          | +10         | Premier tour       | —                 | —                 | —                    |
| 1907-1908                                                                                | Southern League D1 | 17e         | 32          | 38          | 12          | 8           | 18          | 46          | 59          | -13         | Deuxième tour      | —                 | —                 | —                    |
| 1908-1909                                                                                | Southern League D1 | 18e         | 35          | 40          | 14          | 7           | 19          | 60          | 61          | -1          | Premier tour       | —                 | —                 | —                    |
| 1909-1910                                                                                | Southern League D1 | 1er         | 59          | 42          | 23          | 13          | 6           | 69          | 28          | +41         | Premier tour       | —                 | Vainqueur         | —                    |
| 1910-1911                                                                                | Southern League D1 | 3e          | 48          | 38          | 20          | 8           | 10          | 58          | 35          | +23         | Deuxième tour      | —                 | —                 | —                    |
| 1911-1912                                                                                | Southern League D1 | 5e          | 47          | 38          | 19          | 9           | 10          | 73          | 35          | +38         | Premier tour       | —                 | —                 | —                    |
| 1912-1913                                                                                | Southern League D1 | 9e          | 38          | 38          | 13          | 12          | 13          | 48          | 47          | +1          | Deuxième tour      | —                 | —                 | —                    |
| 1913-1914                                                                                | Southern League D1 | 7e          | 42          | 38          | 15          | 12          | 11          | 43          | 45          | -2          | Troisième tour     | —                 | —                 | —                    |
| 1914-1915                                                                                | Southern League D1 | 10e         | 39          | 38          | 16          | 7           | 15          | 46          | 47          | -1          | Deuxième tour      | —                 | —                 | —                    |
| Aucune compétition disputée entre 1915 et 1919 en raison de la Première Guerre mondiale. |                    |             |             |             |             |             |             |             |             |             |                    |                   |                   |                      |
| 1919-1920                                                                                | Southern League D1 | 16e         | 36          | 42          | 14          | 8           | 20          | 42          | 61          | -19         | Sixième tour Q     | —                 | —                 | —                    |
| 1920-1921                                                                                | Division 3         | 18e         | 36          | 42          | 14          | 8           | 20          | 42          | 61          | -19         | Deuxième tour      | —                 | —                 | —                    |
| 1921-1922                                                                                | Division 3 Sud     | 19e         | 35          | 42          | 13          | 9           | 20          | 45          | 51          | -6          | Deuxième tour      | —                 | —                 | —                    |
| 1922-1923                                                                                | Division 3 Sud     | 4e          | 51          | 42          | 20          | 11          | 11          | 52          | 34          | +18         | Deuxième tour      | —                 | —                 | —                    |
| 1923-1924                                                                                | Division 3 Sud     | 5e          | 51          | 42          | 21          | 9           | 12          | 68          | 37          | +31         | Troisième tour     | —                 | —                 | —                    |
| 1924-1925                                                                                | Division 3 Sud     | 8e          | 46          | 42          | 19          | 8           | 15          | 59          | 45          | +14         | Deuxième tour      | —                 | —                 | —                    |
| 1925-1926                                                                                | Division 3 Sud     | 5e          | 47          | 42          | 19          | 9           | 14          | 84          | 73          | +11         | Premier tour       | —                 | —                 | —                    |
| 1926-1927                                                                                | Division 3 Sud     | 4e          | 53          | 42          | 21          | 11          | 10          | 79          | 50          | +29         | Troisième tour     | —                 | —                 | —                    |
| 1927-1928                                                                                | Division 3 Sud     | 4e          | 48          | 42          | 19          | 10          | 13          | 81          | 69          | +12         | Deuxième tour      | —                 | —                 | —                    |
| 1928-1929                                                                                | Division 3 Sud     | 15e         | 38          | 42          | 16          | 6           | 20          | 58          | 76          | -18         | Premier tour       | —                 | —                 | —                    |
| 1929-1930                                                                                | Division 3 Sud     | 5e          | 50          | 42          | 21          | 8           | 13          | 87          | 63          | +24         | Cinquième tour     | —                 | —                 | —                    |
| 1930-1931                                                                                | Division 3 Sud     | 4e          | 49          | 42          | 17          | 15          | 10          | 68          | 53          | +15         | Quatrième tour     | —                 | —                 | —                    |
| 1931-1932                                                                                | Division 3 Sud     | 8e          | 46          | 42          | 17          | 12          | 13          | 73          | 58          | +15         | Troisième tour     | —                 | —                 | —                    |
| 1932-1933                                                                                | Division 3 Sud     | 12e         | 42          | 42          | 17          | 8           | 17          | 66          | 65          | +1          | Cinquième tour     | —                 | —                 | —                    |
| 1933-1934                                                                                | Division 3 Sud     | 10e         | 43          | 42          | 15          | 13          | 14          | 68          | 60          | +8          | Quatrième tour     | —                 | —                 | —                    |
| 1934-1935                                                                                | Division 3 Sud     | 9e          | 43          | 42          | 17          | 9           | 16          | 69          | 62          | +7          | Troisième tour     | —                 | —                 | —                    |
| 1935-1936                                                                                | Division 3 Sud     | 7e          | 44          | 42          | 18          | 8           | 16          | 70          | 63          | +7          | Troisième tour     | —                 | —                 | —                    |
| 1936-1937                                                                                | Division 3 Sud     | 3e          | 53          | 42          | 24          | 5           | 13          | 74          | 43          | +31         | Premier tour       | —                 | —                 | —                    |
| 1937-1938                                                                                | Division 3 Sud     | 5e          | 51          | 42          | 21          | 9           | 12          | 64          | 44          | +20         | Troisième tour     | —                 | —                 | —                    |
| 1938-1939                                                                                | Division 3 Sud     | 3e          | 49          | 42          | 19          | 11          | 12          | 68          | 49          | +19         | Premier tour       | —                 | —                 | —                    |
| Aucune compétition disputée entre 1939 et 1945 en raison de la Seconde Guerre mondiale.  |                    |             |             |             |             |             |             |             |             |             |                    |                   |                   |                      |
| 1945-1946                                                                                | —                  | —           | —           | —           | —           | —           | —           | —           | —           | —           | Cinquième tour     | —                 | —                 | —                    |
| 1946-1947                                                                                | Division 3 Sud     | 17e         | 38          | 42          | 13          | 12          | 17          | 54          | 72          | -18         | Premier tour       | —                 | —                 | —                    |
| 1947-1948                                                                                | Division 3 Sud     | 22e         | 34          | 42          | 11          | 12          | 19          | 43          | 73          | -30         | Troisième tour     | —                 | —                 | —                    |
| 1948-1949                                                                                | Division 3 Sud     | 6e          | 48          | 42          | 15          | 18          | 9           | 55          | 55          | 0           | Premier tour       | —                 | —                 | —                    |
| 1949-1950                                                                                | Division 3 Sud     | 8e          | 44          | 42          | 16          | 12          | 14          | 57          | 69          | -12         | Premier tour       | —                 | —                 | —                    |
| 1950-1951                                                                                | Division 3 Sud     | 13e         | 43          | 46          | 13          | 17          | 16          | 71          | 79          | -8          | Quatrième tour     | —                 | —                 | —                    |
| 1951-1952                                                                                | Division 3 Sud     | 5e          | 58          | 46          | 24          | 10          | 12          | 87          | 63          | +24         | Premier tour       | —                 | —                 | —                    |
| 1952-1953                                                                                | Division 3 Sud     | 7e          | 50          | 46          | 19          | 12          | 15          | 81          | 75          | +6          | Troisième tour     | —                 | —                 | —                    |
| 1953-1954                                                                                | Division 3 Sud     | 2e          | 61          | 46          | 26          | 9           | 11          | 86          | 61          | +25         | Deuxième tour      | —                 | —                 | —                    |
| 1954-1955                                                                                | Division 3 Sud     | 6e          | 50          | 46          | 20          | 10          | 16          | 76          | 63          | +13         | Troisième tour     | —                 | —                 | —                    |
| 1955-1956                                                                                | Division 3 Sud     | 2e          | 65          | 46          | 29          | 7           | 10          | 112         | 50          | +62         | Deuxième tour      | —                 | —                 | —                    |
| 1956-1957                                                                                | Division 3 Sud     | 6e          | 52          | 46          | 19          | 14          | 13          | 86          | 65          | +21         | Premier tour       | —                 | —                 | —                    |
| 1957-1958                                                                                | Division 3 Sud     | 1er         | 60          | 46          | 24          | 12          | 10          | 88          | 64          | +24         | Deuxième tour      | —                 | —                 | —                    |
| 1958-1959                                                                                | Division 2         | 12e         | 41          | 42          | 15          | 11          | 16          | 74          | 90          | -16         | Troisième tour     | —                 | —                 | —                    |
| 1959-1960                                                                                | Division 2         | 14e         | 38          | 42          | 13          | 12          | 17          | 67          | 76          | -9          | Cinquième tour     | —                 | —                 | —                    |
| 1960-1961                                                                                | Division 2         | 16e         | 37          | 42          | 14          | 9           | 19          | 61          | 75          | -14         | Quatrième tour     | Troisième tour    | —                 | —                    |
| 1961-1962                                                                                | Division 2         | 22e         | 31          | 42          | 10          | 11          | 21          | 42          | 86          | -44         | Troisième tour     | Premier tour      | —                 | —                    |
| 1962-1963                                                                                | Division 3         | 22e         | 36          | 46          | 12          | 12          | 22          | 58          | 84          | -28         | Premier tour       | Deuxième tour     | —                 | —                    |
| 1963-1964                                                                                | Division 4         | 8e          | 50          | 46          | 19          | 12          | 15          | 71          | 52          | +19         | Premier tour       | Deuxième tour     | —                 | —                    |
| 1964-1965                                                                                | Division 4         | 1er         | 63          | 46          | 26          | 11          | 9           | 102         | 57          | +45         | Premier tour       | Premier tour      | —                 | —                    |
| 1965-1966                                                                                | Division 3         | 15e         | 43          | 46          | 16          | 11          | 19          | 67          | 65          | +2          | Deuxième tour      | Deuxième tour     | —                 | —                    |
| 1966-1967                                                                                | Division 3         | 19e         | 41          | 46          | 13          | 15          | 18          | 61          | 71          | -10         | Quatrième tour     | Quatrième tour    | —                 | —                    |
| 1967-1968                                                                                | Division 3         | 10e         | 48          | 46          | 16          | 16          | 14          | 57          | 55          | +2          | Deuxième tour      | Deuxième tour     | —                 | —                    |
| 1968-1969                                                                                | Division 3         | 12e         | 45          | 46          | 16          | 13          | 17          | 72          | 65          | +7          | Deuxième tour      | Deuxième tour     | —                 | —                    |
| 1969-1970                                                                                | Division 3         | 5e          | 55          | 46          | 23          | 9           | 14          | 57          | 43          | +14         | Deuxième tour      | Troisième tour    | —                 | —                    |
| 1970-1971                                                                                | Division 3         | 14e         | 44          | 46          | 14          | 16          | 16          | 50          | 47          | +3          | Troisième tour     | Premier tour      | —                 | —                    |
| 1971-1972                                                                                | Division 3         | 2e          | 65          | 46          | 27          | 11          | 8           | 82          | 47          | +35         | Deuxième tour      | Deuxième tour     | —                 | —                    |
| 1972-1973                                                                                | Division 2         | 22e         | 29          | 42          | 8           | 13          | 21          | 46          | 83          | -37         | Troisième tour     | Deuxième tour     | —                 | —                    |
| 1973-1974                                                                                | Division 3         | 19e         | 43          | 46          | 16          | 11          | 19          | 52          | 58          | -6          | Premier tour       | Premier tour      | —                 | —                    |
| 1974-1975                                                                                | Division 3         | 19e         | 42          | 46          | 16          | 10          | 20          | 56          | 64          | -8          | Troisième tour     | Premier tour      | —                 | —                    |
| 1975-1976                                                                                | Division 3         | 4e          | 53          | 46          | 22          | 9           | 15          | 78          | 53          | +25         | Troisième tour     | Premier tour      | —                 | —                    |
| 1976-1977                                                                                | Division 3         | 2e          | 61          | 46          | 25          | 11          | 10          | 83          | 40          | +43         | Premier tour       | Quatrième tour    | —                 | —                    |
| 1977-1978                                                                                | Division 2         | 4e          | 56          | 42          | 22          | 12          | 8           | 63          | 38          | +25         | Quatrième tour     | Deuxième tour     | —                 | —                    |
| 1978-1979                                                                                | Division 2         | 2e          | 56          | 42          | 23          | 10          | 9           | 72          | 39          | +33         | Troisième tour     | Quarts de finale  | —                 | —                    |
| 1979-1980                                                                                | Division 1         | 16e         | 37          | 42          | 11          | 15          | 16          | 47          | 57          | -10         | Quatrième tour     | Quatrième tour    | —                 | —                    |
| 1980-1981                                                                                | Division 1         | 19e         | 35          | 42          | 14          | 7           | 21          | 54          | 67          | -13         | Troisième tour     | Troisième tour    | —                 | —                    |
| 1981-1982                                                                                | Division 1         | 13e         | 52          | 42          | 13          | 13          | 16          | 43          | 52          | -9          | Quatrième tour     | Troisième tour    | —                 | —                    |
| 1982-1983                                                                                | Division 1         | 22e         | 40          | 42          | 9           | 13          | 20          | 38          | 68          | -30         | Finale             | Deuxième tour     | —                 | —                    |
| 1983-1984                                                                                | Division 2         | 9e          | 60          | 42          | 17          | 9           | 16          | 69          | 60          | +9          | Cinquième tour     | Troisième tour    | —                 | —                    |
| 1984-1985                                                                                | Division 2         | 6e          | 72          | 42          | 20          | 12          | 10          | 54          | 34          | +20         | Quatrième tour     | Deuxième tour     | —                 | —                    |
| 1985-1986                                                                                | Division 2         | 10e         | 57          | 42          | 16          | 9           | 17          | 64          | 62          | +2          | Quarts de finale   | Troisième tour    | —                 | —                    |
| 1986-1987                                                                                | Division 2         | 22e         | 39          | 42          | 9           | 12          | 21          | 37          | 54          | -17         | Troisième tour     | Deuxième tour     | —                 | —                    |
| 1987-1988                                                                                | Division 3         | 2e          | 84          | 46          | 23          | 15          | 8           | 69          | 47          | +22         | Quatrième tour     | Premier tour      | —                 | Demi-finales Sud     |
| 1988-1989                                                                                | Division 2         | 19e         | 51          | 46          | 14          | 9           | 23          | 57          | 66          | -9          | Troisième tour     | Premier tour      | —                 | —                    |
| 1989-1990                                                                                | Division 2         | 18e         | 54          | 46          | 15          | 9           | 22          | 56          | 72          | -16         | Quatrième tour     | Premier tour      | —                 | —                    |
| 1990-1991                                                                                | Division 2         | 6e          | 70          | 46          | 21          | 7           | 18          | 63          | 69          | -6          | Quatrième tour     | Premier tour      | —                 | —                    |
| 1991-1992                                                                                | Division 2         | 23e         | 47          | 46          | 12          | 11          | 23          | 56          | 77          | -21         | Quatrième tour     | Deuxième tour     | —                 | —                    |
| 1992-1993                                                                                | Division 2         | 9e          | 69          | 46          | 20          | 9           | 17          | 63          | 59          | +4          | Quatrième tour     | Deuxième tour     | —                 | Quarts de finale Sud |
| 1993-1994                                                                                | Division 2         | 14e         | 59          | 46          | 15          | 14          | 17          | 60          | 67          | -7          | Premier tour       | Deuxième tour     | —                 | Premier tour Sud     |
| 1994-1995                                                                                | Division 2         | 16e         | 56          | 46          | 14          | 17          | 15          | 54          | 53          | +1          | Premier tour       | Troisième tour    | —                 | Premier tour Sud     |
| 1995-1996                                                                                | Division 2         | 23e         | 40          | 46          | 10          | 10          | 26          | 46          | 69          | -23         | Deuxième tour      | Premier tour      | —                 | Quarts de finale Sud |
| 1996-1997                                                                                | Division 3         | 23e         | 47          | 46          | 13          | 10          | 23          | 53          | 70          | -17         | Premier tour       | Premier tour      | —                 | Deuxième tour Sud    |
| 1997-1998                                                                                | Division 3         | 23e         | 35          | 46          | 6           | 17          | 23          | 38          | 66          | -28         | Premier tour       | Premier tour      | —                 | Deuxième tour Sud    |
| 1998-1999                                                                                | Division 3         | 17e         | 55          | 46          | 16          | 7           | 23          | 49          | 66          | -17         | Premier tour       | Premier tour      | —                 | Deuxième tour Sud    |
| 1999-2000                                                                                | Division 3         | 11e         | 67          | 46          | 17          | 16          | 13          | 64          | 46          | +18         | Deuxième tour      | Premier tour      | —                 | Deuxième tour Sud    |
| 2000-2001                                                                                | Division 3         | 1er         | 92          | 46          | 28          | 8           | 10          | 73          | 35          | +38         | Troisième tour     | Premier tour      | —                 | Deuxième tour Sud    |
| 2001-2002                                                                                | Division 2         | 1er         | 90          | 46          | 25          | 15          | 6           | 66          | 42          | +24         | Troisième tour     | Deuxième tour     | —                 | Quarts de finale Sud |
| 2002-2003                                                                                | Division 1         | 23e         | 45          | 46          | 11          | 12          | 23          | 49          | 67          | -18         | Troisième tour     | Deuxième tour     | —                 | —                    |
| 2003-2004                                                                                | Division 2         | 4e          | 77          | 46          | 22          | 11          | 13          | 64          | 43          | +21         | Premier tour       | Troisième tour    | —                 | Quarts de finale Sud |
| 2004-2005                                                                                | Championship       | 20e         | 51          | 46          | 13          | 12          | 21          | 40          | 65          | -25         | Troisième tour     | Premier tour      | —                 | —                    |
| 2005-2006                                                                                | Championship       | 24e         | 38          | 46          | 7           | 17          | 22          | 39          | 71          | -32         | Troisième tour     | Premier tour      | —                 | —                    |
| 2006-2007                                                                                | League One         | 18e         | 53          | 46          | 14          | 11          | 21          | 49          | 58          | -9          | Troisième tour     | Deuxième tour     | —                 | Demi-finales Sud     |
| 2007-2008                                                                                | League One         | 7e          | 69          | 46          | 19          | 12          | 15          | 58          | 50          | +8          | Troisième tour     | Premier tour      | —                 | Demi-finales Sud     |
| 2008-2009                                                                                | League One         | 16e         | 52          | 46          | 13          | 13          | 20          | 55          | 70          | -15         | Premier tour       | Troisième tour    | —                 | Demi-finales Sud     |
| 2009-2010                                                                                | League One         | 13e         | 59          | 46          | 15          | 14          | 17          | 56          | 60          | -4          | Quatrième tour     | Premier tour      | —                 | Deuxième tour Sud    |
| 2010-2011                                                                                | League One         | 1er         | 95          | 46          | 28          | 11          | 7           | 85          | 40          | +45         | Cinquième tour     | Premier tour      | —                 | Premier tour Sud     |
| 2011-2012                                                                                | Championship       | 10e         | 66          | 46          | 17          | 15          | 14          | 52          | 52          | 0           | Cinquième tour     | Troisième tour    | —                 | —                    |
| 2012-2013                                                                                | Championship       | 4e          | 75          | 46          | 19          | 18          | 9           | 69          | 43          | +26         | Quatrième tour     | Premier tour      | —                 | —                    |
| 2013-2014                                                                                | Championship       | 6e          | 72          | 46          | 19          | 15          | 12          | 55          | 40          | +15         | Cinquième tour     | Premier tour      | —                 | —                    |
| 2014-2015                                                                                | Championship       | 20e         | 47          | 46          | 10          | 17          | 19          | 44          | 54          | -10         | Quatrième tour     | Quatrième tour    | —                 | —                    |
| 2015-2016                                                                                | Championship       | 3e          | 89          | 46          | 24          | 17          | 5           | 72          | 42          | +30         | Troisième tour     | Deuxième tour     | —                 | —                    |
| 2016-2017                                                                                | Championship       | 2e          | 93          | 46          | 28          | 9           | 9           | 74          | 40          | +34         | Quatrième tour     | Troisième tour    | —                 | —                    |
| 2017-2018                                                                                | Premier League     | 15e         | 40          | 38          | 9           | 13          | 16          | 34          | 54          | -20         | Quarts de finale   | Troisième tour    | —                 | —                    |
| 2018-2019                                                                                | Premier League     | 17e         | 36          | 38          | 9           | 9           | 20          | 35          | 60          | -25         | Demi-finales       | Deuxième tour     | —                 | —                    |
| 2019-2020                                                                                | Premier League     | 15e         | 41          | 38          | 9           | 14          | 15          | 39          | 54          | -15         | Troisième tour     | Troisième tour    | —                 | —                    |
| 2020-2021                                                                                | Premier League     | 16e         | 41          | 38          | 9           | 14          | 15          | 40          | 46          | -6          | Cinquième tour     | Quatrième tour    | —                 | —                    |
| 2021-2022                                                                                | Premier League     | 9e          | 51          | 38          | 12          | 15          | 11          | 42          | 44          | -2          | Quatrième tour     | Quatrième tour    | —                 | —                    |
| 2022-2023                                                                                | Premier League     | 6e          | 62          | 38          | 18          | 8           | 12          | 72          | 53          | +19         | Demi-finales       | Quatrième tour    | —                 | —                    |
| 2023-2024                                                                                | Premier League     | 11e         | 48          | 38          | 12          | 12          | 14          | 55          | 62          | -7          | Cinquième tour     | Troisième tour    | —                 | —                    |
| 2024-2025                                                                                | Premier League     | 8e          | 61          | 38          | 16          | 13          | 9           | 66          | 59          | +7          | Quart de finale    | Quatrième tour    | —                 | —                    |